# Samsung Galaxy J1 (2016)
Samsung Galaxy J1 (2016) — бюджетный Android-смартфон производства компании Samsung, входящий в серию Galaxy J.
В версии с двумя SIM-картами он известен как J1 (2016) Duos, в версии AT&T Galaxy Express 3, в версии Cricket Galaxy Amp 2.

## Технические характеристики

### Оборудование
Galaxy J1 (2016) — смартфон размером 132,6 x 69,3 x 8,9 миллиметра и весом 131 грамм.
Устройство оснащено поддержкой GSM, HSPA, LTE, Wi-Fi 802.11 b/g/n с Wi-Fi Direct и точкой доступа, Bluetooth 4.1 с A2DP и LE, GPS с A-GPS и GLONASS, а также FM RDS радио. Он имеет порт microUSB 2.0 и вход 3,5-мм аудиоразъема.
Galaxy J1 (2016) оснащен емкостным сенсорным экраном S-AMOLED с диагональю 4,5 дюйма, соотношением сторон 5:3 и разрешением 480 x 800 пикселей (плотность 207 пикселей на дюйм). Корпус изготовлен из пластика. Литий-ионный аккумулятор емкостью 2050 мАч является съемным.
Чипсет — Samsung Exynos 3 Quad, с четырёхъядерным процессором, состоящим из 4 ядер Cortex-A7 с частотой 1,3 ГГц и графическим процессором Mali-T720. Объём встроенной памяти составляет 8 Гб, а оперативной памяти — 1 Гб.
Задняя камера имеет 5-мегапиксельный сенсор, оснащена автофокусом и светодиодной вспышкой, способна записывать видео в максимальном разрешении HD со скоростью 30 кадров в секунду, в то время как фронтальная камера имеет 2 мегапикселя.[2]

### Программное обеспечение
Операционная система — Android, в версии 5.1.1 Lollipop, которая не может быть официально обновлена до более поздней версии. Только канадская модель была выпущена сразу с Android версии 6.0.1 Marshmallow, но даже в этом случае она не обновляется до более поздних версий. Он оснащен пользовательским интерфейсом TouchWiz.